# Steinkreis von Tillyfourie
Der Steinkreis von Tillyfourie (auch Tillyfourie Hill; Tillyfaune Hill; Whitehill; Bogmore Wood oder Whitehill Wood genannt) ist ein stärker beschädigter Steinkreis des Typs Recumbent Stone Circle (RSC). Er liegt in einem Wald bei Kemney in Aberdeenshire in Schottland. Merkmal der RSCs ist ein „liegender Stein“ begleitet von zwei stehenden, hohen, oft spitz zulaufenden „Flankensteinen“ (englisch flankers), die Teil des Kreises sind oder sich nahe dem Kreis befinden. Die am River Dee häufigen Kreise wurden zwischen 2300 und 1800 v. Chr. errichtet.
Der Kreis hatte einen Durchmesser von etwa 18,0 m. In situ befinden sich nur der „liegende Stein“, sein westlicher „Flankenstein“ und zwei Steine des Kreises, obwohl weitere Steine des Kreises erhalten blieben. Darin befand sich laut J. Stuart (1855) ein runder Cairn aus kleinen Steinen mit einer Breite von 4,5 m, und einem äußeren Ring aus großen aneinandergereihten Platten, der zentral einen steinfreien Raum mit einem Durchmesser von 2,7 m umfasste. Stuart bemerkte die Reste eines Walles, der sich von einem Stein im Nordwesten etwa 100 Meter nach Norden erstreckte. Dann bog er etwa 15 oder 20 Meter nach Westen ab und erreichte einen kleinen, runden Steinhaufen mit umlaufenden flachen Steinen. Von hier verläuft der Wall nach Süden und später nach Osten, wo er sich dem Steinkreis, fast gegenüber seiner Mitte, wieder anzuschließen scheint. Es gibt auch Reste eines Walles, der im Osten abbricht. Auf dem Moor sowie auf einem anderen, das durch eine Schlucht getrennt ist, gibt es eine große Anzahl kleiner Tumuli.
Frederick Rhenius Coles (1854–1929) stellte 1900 fest, dass der Steinhügel stark gestört und auf einen flachen, ebenen 3,6 m breiten Wall reduziert war, der an einigen Stellen über die Höhe des liegenden Steins hinausragte, aber innerhalb der Randsteine lag.
In der Nähe liegen der Steinkreis und die Steinreihe von Castle Frazer und der Steinkreis von Nether Coullie.